# Prix de l'amitié franco-arabe
Le Prix de l'amitié franco-arabe est un prix littéraire créé en 1969 par l'Association de solidarité franco-arabe (ASFA) et la revue France-Pays arabes. Il est décerné annuellement.

## Lauréats
- 1972 : Salah Stétié pour Les Porteurs de feu (Gallimard)
- 1976 : Tahar Ben Jelloun pour Les Amandiers sont morts de leurs blessures (Maspero)
- 1981 : Driss Chraibi
- 1981 : Jean-Paul Charnay pour son ouvrage « Les Contre-Orients ou comment penser l’Autre selon soi », Paris, éd. Sindbad, décerné par Geneviève Moll représentant le président du jury, lors du vernissage des œuvres du peintre algérien Farid Lariby, en présence de Mmes Germaine Tillion et Eva de Vitray-Meyerovitch.
- 1982 : Nawal El Saadawi pour Ferdaous, une voix de l'enfer et La Face cachée d'Ève (éditions des femmes)
- 1985 : Assia Djebar pour L'Amour, la fantasia et Myriam Antaki pour La bien-aimée (Olivier Orban)
- 1986 : Amin Maalouf pour Léon l'africain (Jean-Claude Lattès)
- 1990 : Rachid Mimouni pour L'Honneur de la tribu
- 1995 : Mohamed Choukri
- 1993 : Gamal Ghitany pour Épître des destinées (Seuil)
- 1996 : Hanane Ashraoui pour La Paix vue de l'intérieur. Palestine Israël (éditions des femmes)
- 2000 : Georges Corm pour Le Proche-Orient éclaté, 1956-2000 (Gallimard)
- 2001 : Mahi Binebine pour Pollens (Fayard)
- 2002 : Ibrahim Al-Koni pour L'Oasis cachée (éditions Phébus)
- 2003 : Driss el-Yazami pour Le Paris arabe. Présence des orientaux et des maghrébins dans la capitale (La Découverte)
- 2004 : Elias Sanbar pour Figures du Palestinien. Identité des origines, identité de devenir (Gallimard)